# تئودور آکسنتوویچ
تئودور آکسنتوویچ (ارمنی: Թեոդոր Աքսենտովիչ؛ ‏ انگلیسی: Teodor Axentowicz؛ ۱۳ مهٔ ۱۸۵۹ – ۲۶ اوت ۱۹۳۸) نقاش و استاد دانشگاه ارمنی‌تبار اهل لهستان بود.

## زندگی‌نامه
وی در ۱۳ مه ۱۸۵۹ در براشوو به دنیا آمد و از آکادمی هنرهای زیبا مونیخ فارغ‌التحصیل گشت. وی همچنین برنده جوایزی همچون نشان نخل آکادمیک شد. وی عضو فرهنگستان هنرهای زیبای فرانسه بود. وی در ۲۶ اوت ۱۹۳۸ در سن ۷۹ سالگی در کراکوف درگذشت و در آرامستان راکوویتزکی به خاک سپرده شد.

## نگارخانه

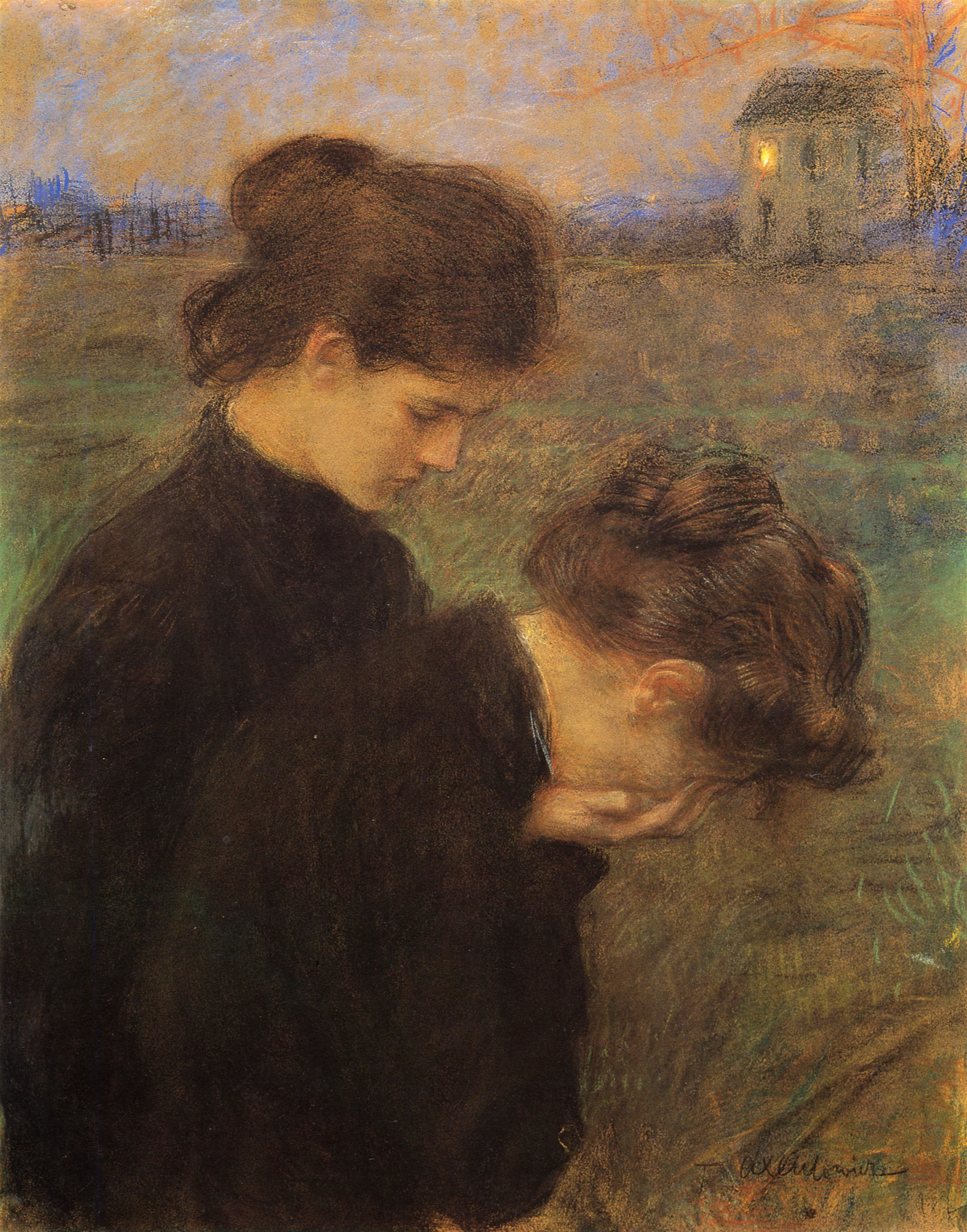
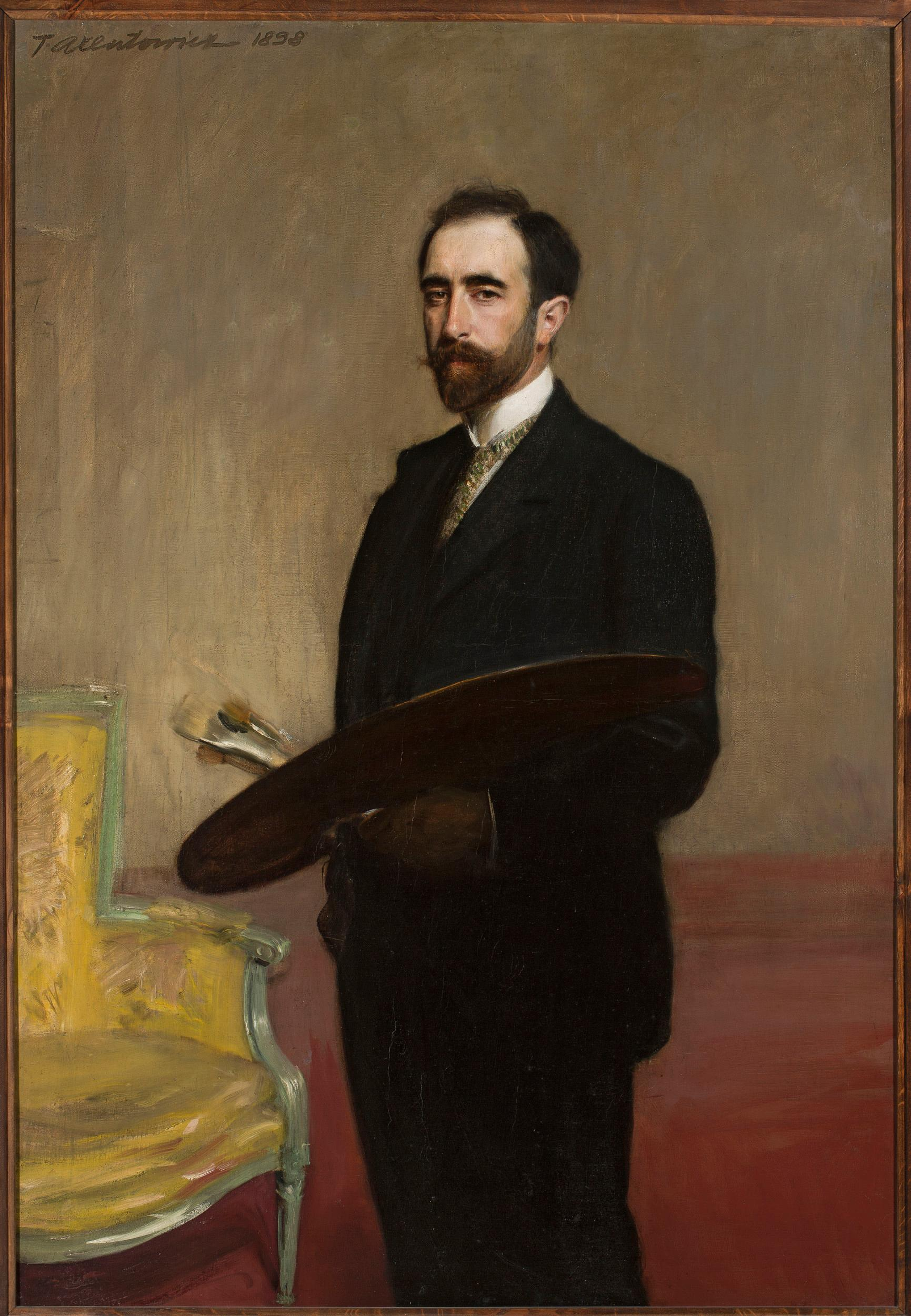
خودنگاره